# Euryomma carioca
Euryomma carioca är en tvåvingeart som beskrevs av Albuquerque 1956. Euryomma carioca ingår i släktet Euryomma och familjen takdansflugor. Inga underarter finns listade i Catalogue of Life.